# Samuel Kircher
Samuel Kircher est un acteur français, né le 23 décembre 2004 à Paris.
Son premier rôle dans le film L'Été dernier de Catherine Breillat lui vaut une nomination au César de la meilleure révélation masculine en 2024.

## Biographie

### Jeunesse et formation
Issu d'une famille de comédiens (il a pour parents Jérôme Kircher et Irène Jacob et pour frère aîné Paul Kircher), Samuel Kircher se passionne avant tout pour la danse contemporaine. Il intègre une classe spécialisée au collège Yvonne-le-Tac, dans le 18e arrondissement de Paris.
Alors qu'il ne se destine pas à la comédie, Samuel trouve son premier rôle au cinéma dans L'Été dernier de Catherine Breillat, un drame dans lequel il campe un adolescent de 17 ans entretenant une liaison avec la compagne de son père.

## Filmographie

### Cinéma

#### Longs métrages
- 2023 : L'Été dernier de Catherine Breillat : Théo
- 2025 : Morlaix de Jaime Rosales : Jean-Luc
- 2025 : L'Engloutie de Louise Hémon : Pépin
- 2025 : La Danse des renards de Valéry Carnoy : Camille

### Clip
- 2022 : En famille de Florent Marchet, réalisé par Raphaël Neal

## Distinctions

### Nominations
- César 2024 : César de la meilleure révélation masculine pour L'Été dernier
- Lumières 2024 : Lumière de la révélation masculine pour L'Été dernier